# Popes Peak
Popes Peak är en bergstopp i Kanada.   Den ligger på gränsen mellan Alberta  och British Columbia, i den västra delen av landet, 3 000 km väster om huvudstaden Ottawa. Toppen på Popes Peak är 3 163 meter över havet. Popes Peak ingår i Bow Range.
Terrängen runt Popes Peak är huvudsakligen bergig.Trakten runt Popes Peak är nära nog obefolkad, med mindre än två invånare per kvadratkilometer.. Närmaste större samhälle är Lake Louise, 8,9 km öster om Popes Peak. 
Trakten runt Popes Peak består i huvudsak av gräsmarker.